# Sajómagyarósi völgy
Sajómagyarósi völgy (románul: Valea Măgherușului) falu Romániában, Erdélyben, Beszterce-Naszód megyében.

## Fekvése
Bethlentől délkeletre, Sajómagyarós közelében fekvő település.

## Története
Sajómagyarósi völgy korábban Sajómagyarós része volt, 1956 körül vált külön, ekkor 206 lakosa volt.
A 2002-es népszámláláskor 133 román lakosa volt.